# Hydrophylax
A Hydrophylax a kétéltűek (Amphibia) osztályába, valamint a békák (Anura) rendjébe és a valódi békafélék (Ranidae) családjába tartozó nem.

## Előfordulásuk
A nembe tartozó fajok Dél- és Délkelet-Ázsiában honosak.

## Taxonómiai helyzete
A nemnek 2015-ben adtak önálló rangot Oliver és munkatársai, addig a Hylarana szinonímája volt.

## Rendszerezés
A nembe az alábbi fajok tartoznak:
- Hydrophylax bahuvistara Padhye, Jadhav, Modak, Nameer & Dahanukar, 2015
- Hydrophylax gracilis (Gravenhorst, 1829)
- Hydrophylax leptoglossa (Cope, 1868)
- Hydrophylax malabaricus (Tschudi, 1838)